# Leon Wyczółkowski

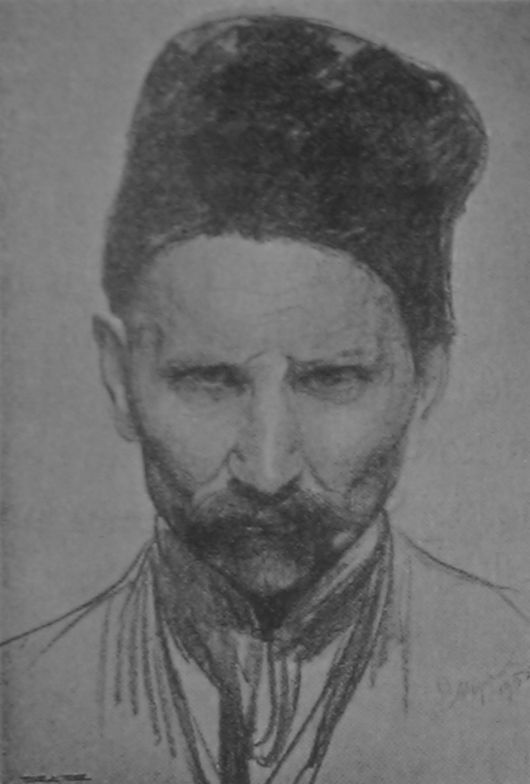
Wyczółkowski Leon – Selbstbildnis

Leon Jan Wyczółkowski  (* 11. April 1852 in Huta Miastkowska bei Garwolin; † 27. Dezember 1936 in Warschau) war ein polnischer Maler, Grafiker und Illustrator.

## Leben
Wyczółkowski studierte an der Warschau Kunstschule u. a. bei Antoni Kamieński, Rafał Hadziewicz und Wojciech Gerson und anschließend an der Münchener (1875–1877) und Krakauer Kunstakademie (1877–1879) bei Jan Matejko. Im Jahr 1895 wurde er als Professor an die Krakauer Akademie berufen, deren Rektor er in den Jahren 1910/11 war. 1911 gab er seine Tätigkeit an der Akademie auf und wurde 1930 zum Ehrenprofessor dieser Hochschule ernannt.
Ursprünglich malte er historische, später jedoch hauptsächlich Landschafts- und Genrebilder. Er zählt zu den führenden Vertretern der Junges-Polen-Periode in der polnischen Malerei.